# 克拉科夫自由市
克拉科夫自由市，全名自由、獨立且嚴格中立的克拉科夫市及其領土（波蘭語：Wolne, Niepodległe i Ściśle Neutralne Miasto Kraków z Okręgiem），也被稱為克拉科夫共和國（德語：德語：)， 是一個存在于1815年至1846年由維也納會議創設的城市國家（位於今波蘭境內），由俄羅斯、普魯士和奧地利三國控制。在爆發克拉科夫起義後，克拉科夫自由市被奧地利吞并，改為奧地利屬下的克拉科夫大公國。也稱克拉科夫共和國。克拉科夫自由市是波蘭歷史上首個純粹的共和制國家。

## 克拉科夫起義
1830年代，俄國鎮壓波蘭自治後，大批波蘭民族主義者流亡海外，期間接觸到海外民族、民主思想，而拿破崙時代湧現的秘密社團提供他們實現抱負之平台。1846年儘管經過長期的準備，卻仍被普魯士警察獲悉並在其控制地區逮捕首領，加利西亞的奧地利總督有感勢單力薄，無力對付該省武裝起義的貴族而求助於當地農民領袖雅各布·舍拉，他輕率地對前來參軍的人許諾結束農奴制，以致當地出現大批武裝團伙使局面難以收拾，導致500座莊園被焚毀、近2000名貴族莊園主被殺。最終，奧地利出兵恢復秩序，舍拉被授與勳章與土地，農奴制也未廢除。該年11月16日，奧地利與俄國簽署條約廢除克拉科夫的自由市地位，將其併入奧屬加利西亞。

## 延伸閱讀
- Norman Davies, God's Playground. A History of Poland. Vol. 1: The Origins to 1795, Vol. 2: 1795 to the Present. Oxford: Oxford University Press. ISBN 0-19-925339-0 / ISBN 0-19-925340-4.
- Janina Bieniarzówna, Jan M. Małecki i Józef Mitkowski (red.) Dzieje Krakowa, t.3 (Kraków w latach 1796-1918), Kraków 1979. （波兰語）
- Feuchtwanger, E. J. . Chicago: Henry Regnery Company. 1970: 262. ISBN 0854961089.